# Cromstrijen
Cromstrijen – gmina w prowincji Holandia Południowa w Holandii.

## Miejscowości
Klaaswaal, Numansdorp (siedziba gminy).